# Santiago Atitlán
Santiago Atitlán ist eine Stadt oberhalb des Ufers einer Ausbuchtung im Süden des Atitlán-Sees im Hochland von Guatemala.

## Lage
Der Ort liegt zu Füßen der beiden Vulkane Tolimán (3144 m) und Atitlán (3516 m) und war früher auf dem Landweg kaum zu erreichen – Vulkanberge und See bildeten eine natürliche Barriere, die erst gegen Ende des 20. Jahrhunderts durch den Bau einer Straße überwunden wurde. Bis dahin bestand die Hauptverbindung zur Außenwelt über Boote, die die Dörfer und Gemeinden am Seeufer untereinander oder aber mit der bedeutendsten Ansiedlung am Nordostufer, Panajachel, verbanden.

## Bevölkerung
Der mehr als 25.000 Einwohner zählende Ort Santiago Atitlán wird mehrheitlich von Indios der Maya-Stammesgruppe der Tzutuhil bewohnt; Minderheiten bilden Angehörige der Cakchiquel- und Quiché-Maya. Die abgelegene Lage des Ortes begünstigte das Fortleben vorchristlicher Lebens- und Denkweisen sowie alter Glaubensvorstellungen.
Einige Frauen zeigen den Touristen, wie eine ehemals typische Kopfbedeckung bestehend aus einem etwa 6 cm breiten, aber mehrere Meter langen Band gewickelt wird; eine ganz ähnliche Kopfbedeckung findet sich bei mehreren Skulpturen (Altar Q, Stele B) in der klassischen Maya-Stätte von Copán (Honduras). Durch den weißen Grundton vieler Kleidungsstücke unterscheiden sich die Tzutuhil von den Cakchiquel auf der Nordseite des Atitlan-Sees.

## Religion
Neben Überbleibseln aus dem weiten Spektrum der religiösen Vorstellungen der Maya sowie dem seit etwa 500 Jahren praktizierten Katholizismus haben sich seit den 1980er Jahren nordamerikanische evangelikale Kirchen ausgebreitet. Deren Lehren fallen vielerorts bei den von der katholischen Kirche enttäuschten Indios auf fruchtbaren Boden. Darüber hinaus verfügen diese Kirchen über große finanzielle Mittel, die für Entwicklungsprojekte, aber auch zum Bau großer Gebetshallen eingesetzt werden.

## Name
Der Name Atitlán kommt aus dem nicht hier, sondern in Zentralmexiko gesprochenen Nahuatl, wo atitlan „Ort mit viel Wasser“ oder „Ort inmitten von Wasser“ bedeutet (atl „Wasser“ und -titlan „inmitten“). Die Entsprechung in der Tzutuhil-Sprache ist Chiyá oder Chi’ Ya’, was auch der alte Name der Ruinenstätte Chuitenamet (Chuitinamit) bei San Pedro ist. Der Name Atitlán wurde auch auf den Atitlán-See übertragen. Wann die von den Spaniern durch Vermittlung der verbündeten Tlaxcalteken eingeführten Nahuatl-Namen die alten Tzutuhil-Namen verdrängten, ist nicht bekannt. Der Tzutuhil-Name des heutigen Ortes Santiago Atitlán ist Tz'ikin Jaay, „Haus der Vögel“.

## Geschichte
Die fruchtbare Gegend um den Atitlán-See war bereits in präkolumbianischer Zeit besiedelt. Um das Jahr 1000 wird ein Ort namens Chukumuk oder Xicomuk erwähnt, dessen Bewohner jedoch keine Maya, sondern wahrscheinlich – entsprechende Übereinstimmungen von Keramikscherben lassen dies vermuten – aus dem heutigen Mexiko eingewanderte Nahuatl sprechende Pipilen waren.
Santiago Atitlán wurde 1524 von den Spaniern gegründet, die dort – nach der Zerstörung der zu Füßen des Vulkans San Pedro (2.846 m) gelegenen alten Hauptstadt Chuitinamit – den Hauptteil des Stammes der Tzutuhilen ansiedelten. In den 1980er und 1990er Jahren kam es zu Unruhen in der Bevölkerung, die von guatemaltekischen Armeeeinheiten teilweise blutig niedergeschlagen wurden. Im Oktober 2005 löste der Hurrican 'Stan' enorme Regenfälle und Schlammlawinen aus, die viele Häuser des Ortes und die an den Berghängen gelegenen Maisfelder (milpas) zerstörten und darüber hinaus auch über 70 Menschen das Leben kosteten.

## Sehenswürdigkeiten
- Die Straße von der Bootsanlegestelle hinauf zum Stadtzentrum ist gesäumt von Verkaufsständen mit farbenfrohen Produkten aller Art – hier finden sich gewebte und bestickte Kleidungsstücke, Taschen sowie Decken etc. ebenso wie Bilder, Keramiken u. a. Einige Frauen tragen den bereits erwähnten 'Hut', der früher auch zum Schutz vor der starken Sonneneinstrahlung diente; für Fotos wird ein Trinkgeld erwartet.
- Im Stadtzentrum erhebt sich die kolonialzeitliche Kirche mit einer eher einfachen Fassade. An den Seitenwänden des Innenraums sind Heiligenfiguren unterschiedlicher Größe, aber ohne jegliche hierarchische Abstufung aufgestellt. Insgesamt macht die Kirche jedoch einen weitaus aufgeräumteren, wenn auch weniger stimmungsvollen Eindruck als die Hauptkirche Santo Tomás von Chichicastenango.
- Einen Besuch beim Lokalheiligen Maximón sollte man sich auf keinen Fall entgehen lassen, auch wenn Touristen für Eintritt und Fotos zur Kasse gebeten werden.
- Eventuell ist auch ein Blick in eines der evangelikalen Gotteshäuser von Interesse.